# Hradešín
Hradešín é uma comuna checa localizada na região da Boêmia Central, distrito de Kolín.